# Дарс
Дарс (нім. Darß) — центральна частина півострова Фішланд-Дарс-Цинґст, що розташований на південному узбережжі Балтійського моря у землі Мекленбург — Передня Померанія, Німеччина. Належить до району Північна Передня Померанія.
Назва Дарс походить із давньослов'янського слова dračĭ, що означає шип.
Більша частина острова покрита лісом. На північній частині півострова, яка має назву Дарсер-Орт (нім. Darßer Ort) розташований маяк. До XIV сторіччя, коли були засипані морські рукави, що відділяли півострів Дарс від півострова Фішланд, півострів Дарс був островом.
Туризм грає основну роль в економіці регіону.
Найбільше місто на півострові — Преров.